# Schloss Wiesenau

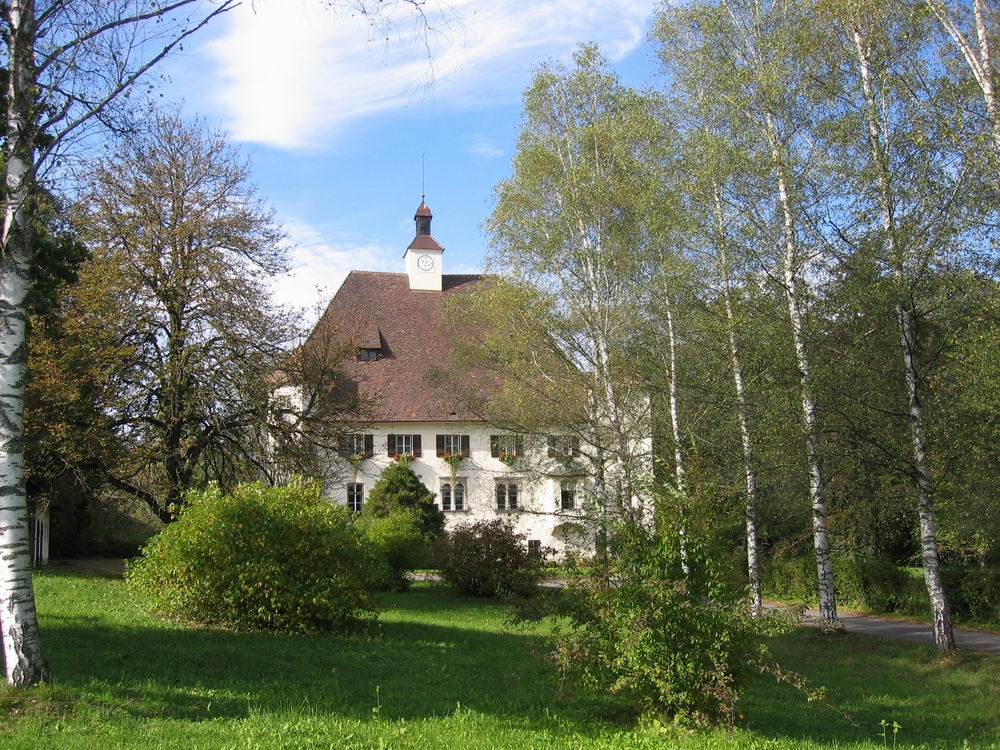
Schloss Wiesenau

Schloss Wiesenau ist im gleichnamigen Ort Wiesenau am rechten Ufer der Lavant in der Gemeinde Bad St. Leonhard in Kärnten gelegen.

## Geschichte
Der Renaissancebau wurde 1579 vom Gewerken Siegmund Pain erbaut. Mit seinem Sohn starb 1652 das Geschlecht verarmt aus. Von 1648 bis 1778 war das Anwesen im Besitz der Freiherren von Siegersdorf-Kirchheimegg.
1814 ersteigerte der Direktor der Wolfsberger Bleiweißfabrik Johann Soellner das Schloss und machte es zum Versammlungsort des „Wiesenauer Kreises“, der mit Immanuel Kant, Friedrich Schiller und anderen Geistesgrößen der Zeit in Verbindung stand. Die Mitglieder dieses Zirkels diskutierten über aktuelle Themen der Zeit und korrespondierten mit berühmten Wissenschaftern, Dichtern und Philosophen. Ein besonders häufiger Gast auf Schloss Wiesenau war der kaiserliche Hofastronom Tobias Bürg (1766–1834), der eine international anerkannte Kapazität war. Als das Pariser Institut National 1799 einen Preis für die genaueste Berechnung der Mondumlaufbahn ausschrieb, trug Bürg neben dem Franzosen Alexis Bouvard den Sieg davon. Bürg hatte Daten von rund 3.000 astronomischen Beobachtungen ausgewertet und eine komplexe Bewegungstheorie entwickelt. Bürg zog sich in seinen letzten Lebensjahren ganz nach Wiesenau zurück.
1847 kam das Schloss an die Grafen Henckel von Donnersmarck, 1923 an die Hespa-Domäne. Seit 2007 ist es im Besitz der Firma RZ Holzindustrie GmbH.

## Beschreibung
Die hoflose, dreigeschoßige Anlage ist über einem annähernd quadratischen Grundriss errichtet. Das Schloss wird von einem hohen Walmdach mit Dachreiter bekrönt. Von seinen vier Ecktürmen sind drei übereck gestellt. An der Südfassade sind ein aus der Mittelachse gerücktes, rundbogig abgefastes Steinportal sowie drei gekuppelte Renaissancefenster (Biforienfenster), das östliche eine Kopie, zu sehen. Am Südwestturm ist eine Kachel mit den Wappen des Sigmund Pain von 1579 eingemauert.
Im Flur befindet sich eine kleine Sammlung römerzeitlicher Grabdenkmäler, die unweit des Schlosses freigelegt wurden. Sie stammen von einer Siedlung, die mit dem Goldbergbau in der nahen Kliening, der auch in der Römerzeit betrieben wurde, in Zusammenhang gestanden haben dürfte.